# Анджей Товпік
Анджей Казімєж Товпік (пол. Andrzej Towpik; 1 лютого 1939, Берестя) — польський дипломат. Постійний представник Польщі при НАТО (1997—1999). Постійний представник Польщі при Організації Об'єднаних Націй у Нью-Йорку (2004—2010).

## Життєпис
Народився 1 лютого 1939 року в місті Берестя. Закінчив Головну школу закордонної служби у Варшаві та аспірантуру Колумбійського університету. Здобув ступінь доктора права в Ягеллонському університеті.
Працював у Польському інституті міжнародних справ. З 1975 року на дипломатичній службі в Міністерстві закордонних справ Польщі. У 1977—1981 роках був першим секретарем посольства Народної Республіки Польща в Мадриді. Він обіймав посаду заступника директора Департаменту планування міністерства (1981—1986), а потім — міністра-радника в Польській місії при штаб-квартирі Організації Об'єднаних Націй у Женеві, Швейцарія (1986—1990). У 1990 році став директором Департаменту європейських інституцій МЗС, а згодом політичним директором цього міністерства.
Він очолював польську делегацію, призначену для переговорів про розірвання Варшавський договір|Варшавського договору, а потім у 1994 році брав участь у підготовці заходів щодо приєднання Польщі до «Партнерства заради миру».
У 1994—1997 роках на посаді заступника держсекретаря в Міністерстві закордонних справ відповідав за політику безпеки Польщі. Він очолював делегацію, яка вела переговори щодо вступу Польщі до НАТО.
У 1997—1999 рр. — постійний представник Польщі при Організації Північноатлантичного договору (НАТО) та в Європейському Союзі.
З березня 1999 по 31 січня 2002 років — перший постійний представник Республіки Польща в Північноатлантичній раді.
У 2002—2004 роках він був заступником держсекретаря з питань оборонної політики в Міністерстві національної оборони Польщі.
У 2004—2010 роках Постійний представник Польщі при Організації Об'єднаних Націй в Нью-Йорку.
У 2013 році був обраний головою програмної ради Асоціації ООН у Польщі.